# Agliè
Agliè (Ajé in piemontese) è un comune italiano di 2 600 abitanti della città metropolitana di Torino in Piemonte.
Questo piccolo comune, reso illustre da personaggi quali Filippo d'Agliè e Guido Gozzano, si trova nel Canavese.

## Origini del nome
Secondo il glottologo Gian Domenico Serra, il toponimo deriverebbe dal nome del colono romano Alliacus per successive modifiche. Un'altra ipotesi invece fa derivare il nome del paese da Ala Dei (ala di Dio), in quanto la pianta del castello originario forma un'ala spiegata verso levante, "da cui sorgerà il vero sole a rischiarare il mondo dalla pace".

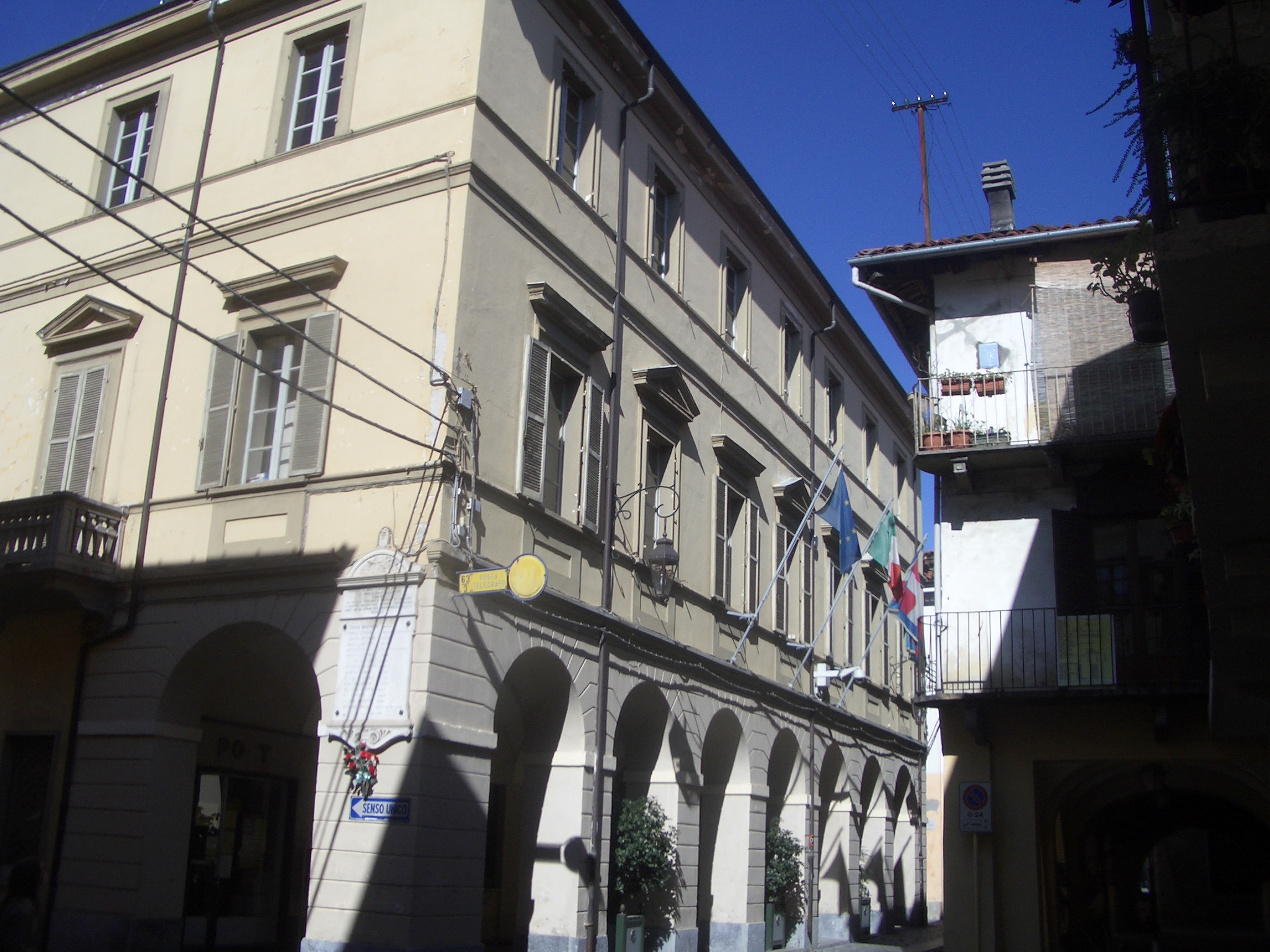
Palazzo municipale

## Storia
La città si trova sul sito di Alladium, un'antica città romana.
Il nucleo originario era con buona probabilità situato sulle colline della frazione Madonna delle Grazie, già menzionato in alcuni documenti risalenti al 1019. A quel tempo Agliè era un castello edificato per difendere Macugnano. Il nome di Agliè compare per la prima volta in documenti del 1141: i feudatari  del Canavese si divisero il territorio, ed il paese divenne uno dei possedimenti dei conti di San Martino di Rivarolo e Agliè. Nel 1386 nel Canavese esplose una violenta ribellione dei popolani e dei contadini contro i nobili, ricordata con il nome di Tuchinaggio, che fu stroncata nel sangue da Amedeo VII di Savoia, il Conte Rosso. Fortunatamente il paese non venne coinvolto.

### I Guelfi e i Ghibellini
Agliè subì comunque le agguerrite dispute territoriali tra i San Martino d'Agliè, Guelfi, e i Conti Valperga, Ghibellini. Attorno all'anno 1350 il borgo fu saccheggiato per due volte da truppe mercenarie, che risparmiarono solo il castello. L'imperatore Carlo IV, nel 1355, diede in feudo molte terre, fra cui Agliè, ai Marchesi del Monferrato. Tuttavia, ciò non fu sufficiente a porre un termine ai contrasti tra i feudatari canavesani, e Agliè subì, negli anni a seguire, continue angherie e devastazioni.

### I Savoia
Nel 1391, grazie ai Savoia, la zona fu pacificata. Gli alladiesi chiesero ai loro signori, i Conti di Agliè, alcune concessioni e privilegi in cambio della fedeltà dimostrata all'epoca del Tuchinaggio. Nel 1448 vennero concessi gli statuti comunali. L'influenza dei Conti di Agliè crebbe via via e si estese a Ozegna, Bairo, Salto Canavese, Torre, Rivarolo Canavese, e parte di Pont Canavese. Agliè ebbe a subire danni a causa della guerra tra i Savoia e la Francia, nella seconda metà del XVI° secolo. Quando, nel 1561, fu firmata la pace,  i Conti di Agliè giurarono fedeltà al duca Emanuele Filiberto di Savoia.

### Filippo San Martino di Agliè
Filippo San Martino di Agliè, nato nel 1604, nel 1630 divenne luogotenente della Compagnia delle Corazze di Vittorio Amedeo I; questi, morendo, lasciò un figlio (il futuro Carlo Emanuele II) troppo giovane per succedergli, per cui la madre Cristina di Borbone-Francia, figlia di Enrico IV e Maria de' Medici,  assunse la reggenza del Ducato. Nacquero così due fazioni: i madamisti e i principisti. Filippo si schierò con i madamisti, e divenne ministro, consigliere personale, e 'favorito' di Cristina, detta la Madama Reale.  Per il sostegno dato al giovane Duca, avverso le pretese dei Principi Maurizio e Tommaso, Filippo fu incarcerato nel 1640, su ordine del cardinale Richelieu, e liberato due anni dopo. Carlo Emanuele II, una volta salito al trono, gli ordinò di ritirarsi a vita privata. Morì a Torino nel 1667, e per suo volere, fu sepolto presso il Santa Maria al Monte dei Cappuccini di Torino.

### Il regno di Carlo Emanuele III
Nel 1764 il feudo di Agliè passò a Carlo Emanuele III, che lo rivendette al suo secondogenito Benedetto Maria Maurizio, Duca del Chiablese. Questi incaricò l'architetto Ignazio Renato Birago di Borgaro di ricostruire e ampliare il castello, soprattutto sul lato verso la piazza. Tra il 1767 ed il 1775 venne edificata la galleria che collega la Chiesa Parrocchiale al Castello.

### La dominazione napoleonica
Durante la campagna di guerra in Italia di Napoleone Bonaparte, il paese, nel 1796,  venne occupato, e il castello depredato di mobili e suppellettili. Entrato nel 1825 nei possessi di Carlo Felice, questi ne affidò il restauro all'architetto Michele Borda di Saluzzo, che ricavò all'interno anche un piccolo teatro.

### Simboli
Lo stemma e il gonfalone sono stati concessi con decreto del presidente della Repubblica del 24 maggio 1963.
Il gonfalone è un drappo partito di azzurro e di bianco.

## Monumenti e luoghi d'interesse

### Il Castello ducale
È conosciuta per l'importante castello ducale che fa parte del circuito dei castelli del Canavese. Risalente al XII secolo, originariamente fu proprietà dei conti San Martino di Agliè.
Residenza estiva dei Savoia, il castello presenta una facciata monumentale con due rampe di accesso e con un ampio giardino con fontana. Attualmente è composto da ben 300 stanze, per la maggior parte arredate con mobili d'epoca. L'edificio è circondato da giardini all'inglese e all'italiana, e da un grande parco ricco di fiori rari ed alberi secolari, impreziositi da una fontana progettata dai fratelli Collino. Nel 1939 i principi di Savoia-Genova vendettero allo stato il castello per la somma di 7 milioni di lire.
È stato il set delle riprese della fiction televisiva Elisa di Rivombrosa.

### Villa Il Meleto

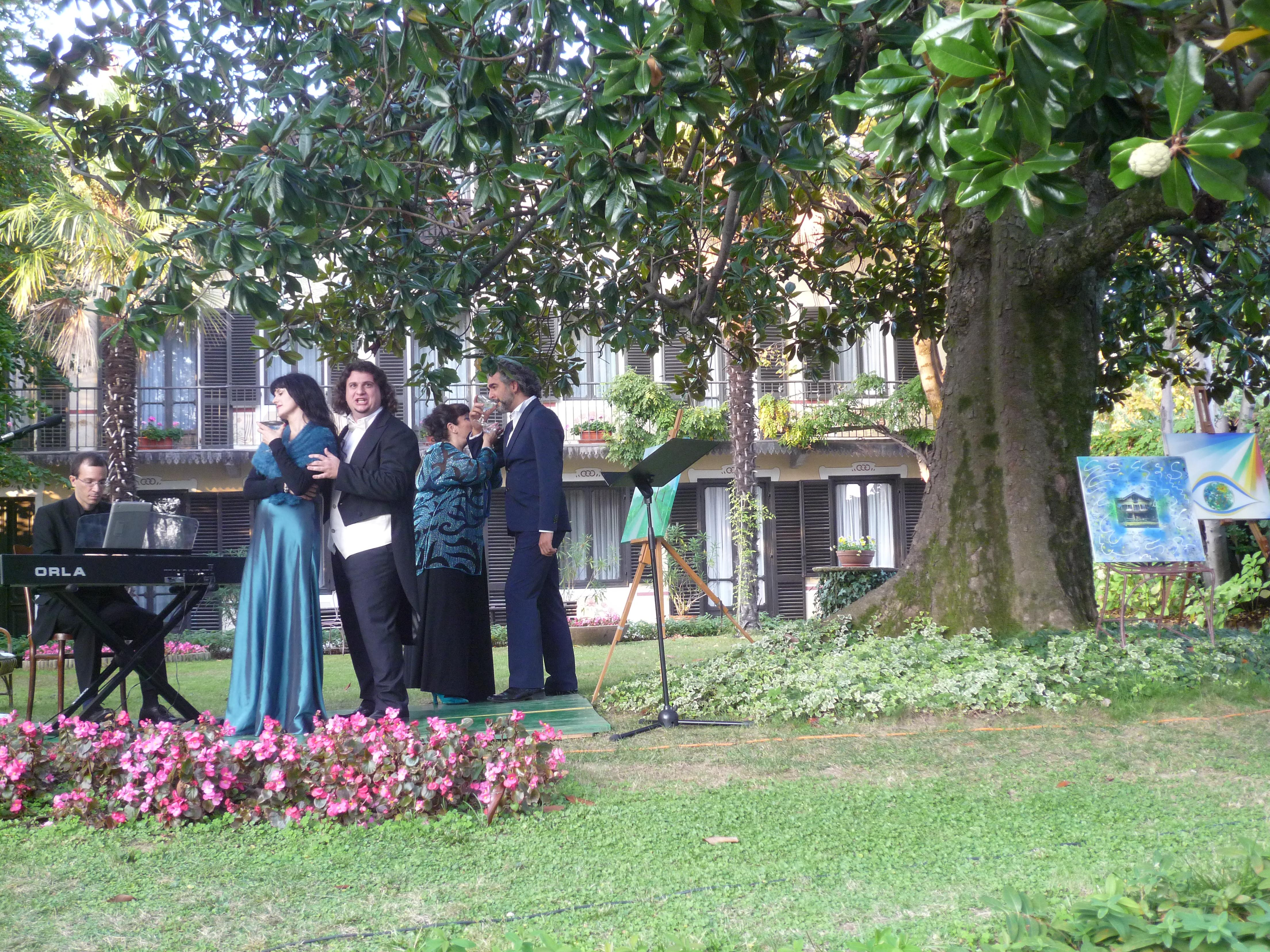
Un concerto per le Giornate europee del patrimonio 2012

Villa Il Meleto (così chiamata perché il viale d'ingresso ed il terreno confinante erano coltivati a frutteto) fu la residenza estiva del poeta Guido Gozzano.
Costruzione risalente alla seconda metà dell'Ottocento, fu proprietà del deputato Massimo Mautino. La villa fu donata dal senatore alla figlia Deodata in occasione delle sue nozze con l'ingegner Fausto Gozzano, e fu utilizzata come soggiorno estivo della famiglia, dopo il trasferimento della residenza a Torino. Nel 1904, Guido Gozzano e la madre iniziarono il restauro dell'edificio, fino a trasformarlo nelle forme attuali: una villa con balcone al primo piano e la facciata affrescata da glicini, secondo il gusto Art Nouveau diffuso in quegli anni; attorno, un giardino romantico, e poco distante il frutteto, e uno stagno con l'isoletta dello chalet (oggi demolito).
La casa fu venduta nel 1912 come nuda proprietà ad un contadino, il sig. Brunasso,  rimanendo quindi alla famiglia Gozzano, la possibilità di continuare ad abitarla. Nel 1945 la villa fu acquistata dalla signora Edvige Gatti Facchini. Nel 1972 la villa passò al dottor Francesco Conrieri che la restaurò, facendo minuziose ricerche in modo da riportarla allo stato descritto da Gozzano nelle sue poesie.
Purtroppo non è possibile visitare il frutteto, a causa di eventi atmosferici che hanno arrecato danno ad alcuni alberi secolari. Invece sono visitabili il giardino antistante la casa e, dentro l'edificio, il salotto di Nonna Speranza, la sala da pranzo, lo studio con la biblioteca, e la camera da letto del poeta.
A ricordo del poeta canavesano da alcuni anni vengono organizzati eventi culturali.

### Architetture religiose
- Chiesa di Santa Marta.
È un prezioso esempio di architettura barocca, opera di Costanzo Michela, a cui si deve anche la costruzione del Santuario di Santa Maria delle Grazie a Macugnano. Molto particolare il campanile costruito con un'insolita pianta triangolare.
- Parrocchiale di San Massimo.
Sorge nella piazza Castello, e fu progettata da Ignazio Renato Birago di Borgaro.
- La Rotonda.
In cima alla collina, al confine con il territorio di Vialfrè, sorge il Santuario di Santa Maria della Rotonda; eretta sui resti di un tempio pagano, la cappella primitiva fu ricostruita diverse volte fino alla forma attuale (fine secolo XVIII).
- Chiesa di San Gaudenzio.
Dal 1300 al 1580 fu la Parrocchiale di Agliè; sull'altare maggiore si può ammirare il Crocifisso ligneo, opera dello scultore Carlo Giuseppe Plura di Lugano (1663-1737); nella seconda cappella sul lato destro si trova la tomba di Guido Gozzano.
- Santuario della Madonna delle Grazie.
Progettato da Costanzo Michela su una cappella preesistente. È conosciuto anche come Tre Ciochè (Tre campanili), in quanto presenta una cuspide e due campanili.

### Architetture civili
- Palazzo Facta, o de Pavignano.
Situato in Piazza Castello, sul lato opposto al Palazzo Ducale, e a fianco della Chiesa Parrocchiale, versa in pessimo stato di conservazione. Appartenne ai Conti Bardesono de Pavignano, successivamente passò ai Savoia, poi allo Stato Italiano e nell'anno 2017 a privati.
- Setificio di Agliè.
Costruito nel '700. Sorge lungo il torrente che attraversa il paese; ha un'interessante facciata laterale grezza, in pietrame, listata. Di notevole imponenza il portale settecentesco su piazza Setificio, dove è anche presente un peso a bilico ancora oggi utilizzato.

## Galleria d'immagini

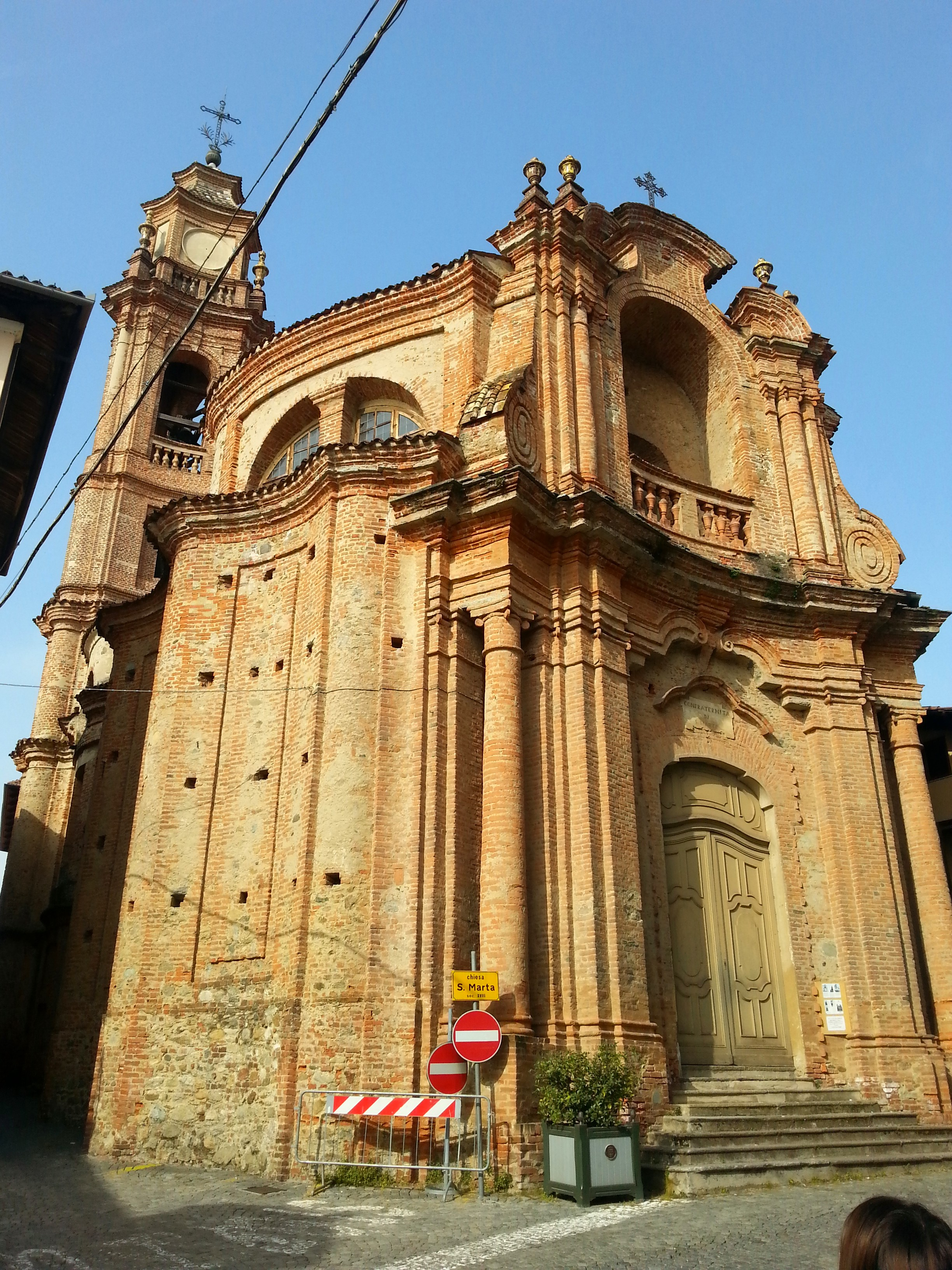
Chiesa di Santa Marta
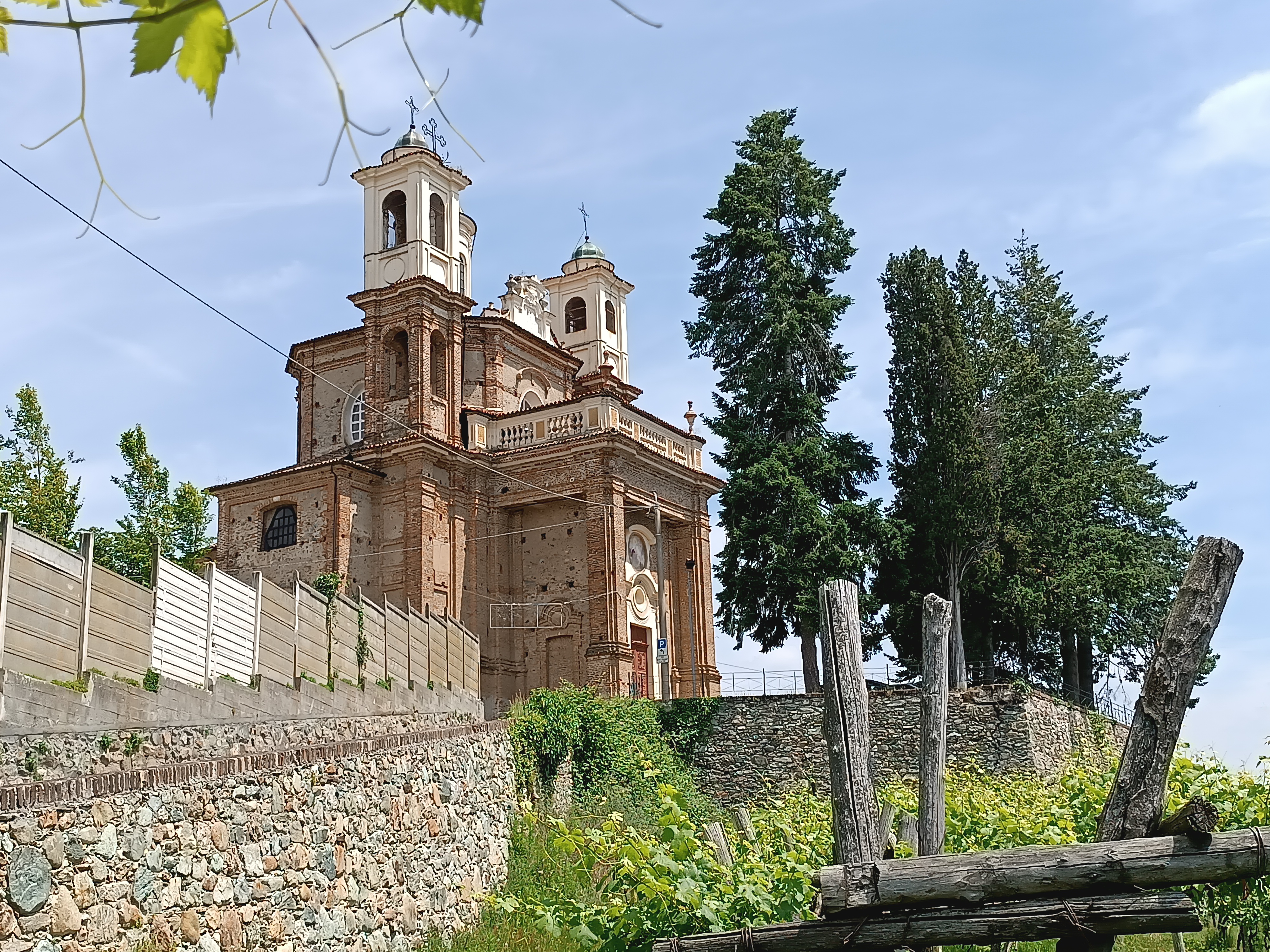
Santuario Madonna delle Grazie
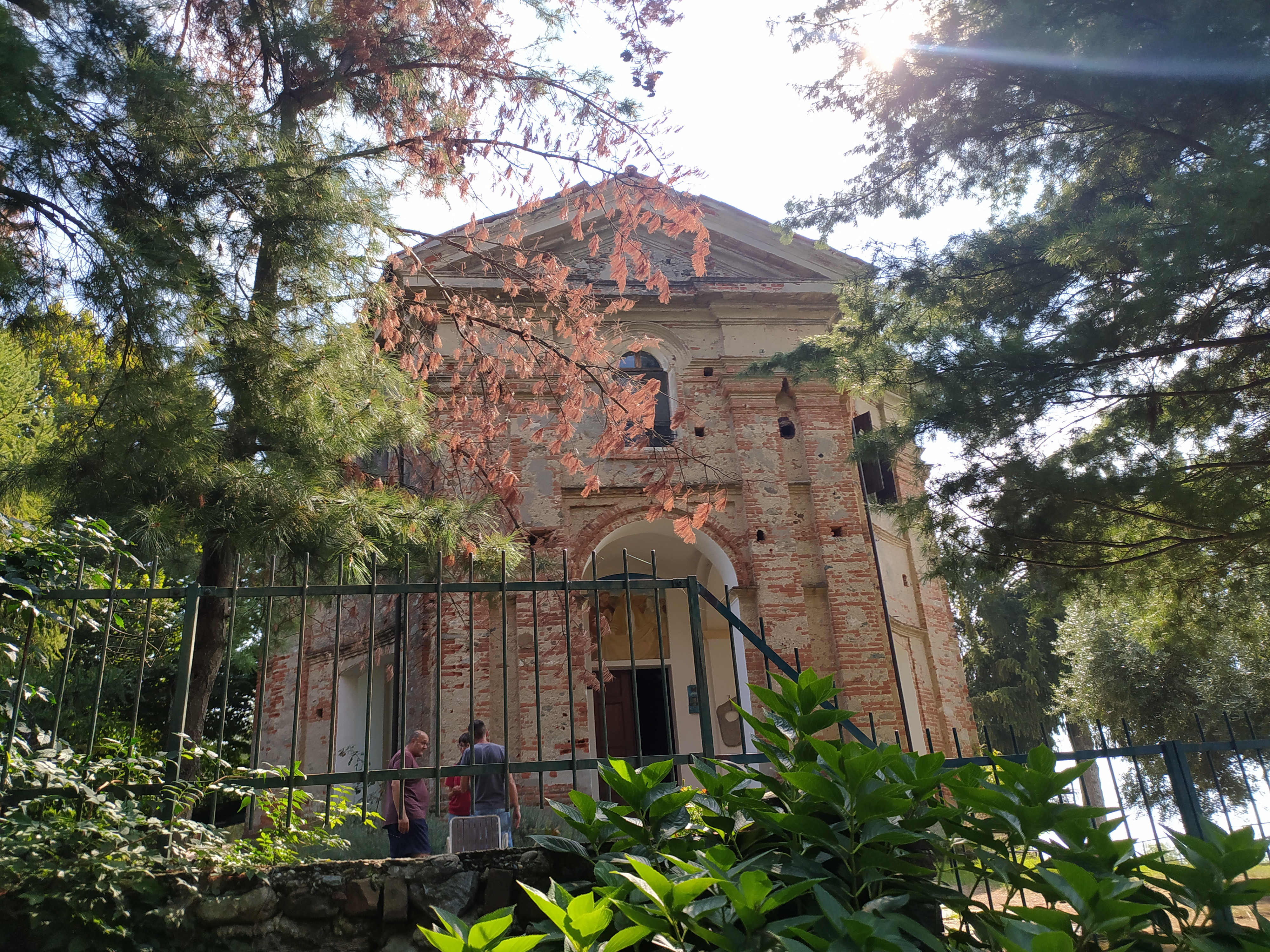
Santuario Madonna della Rotonda
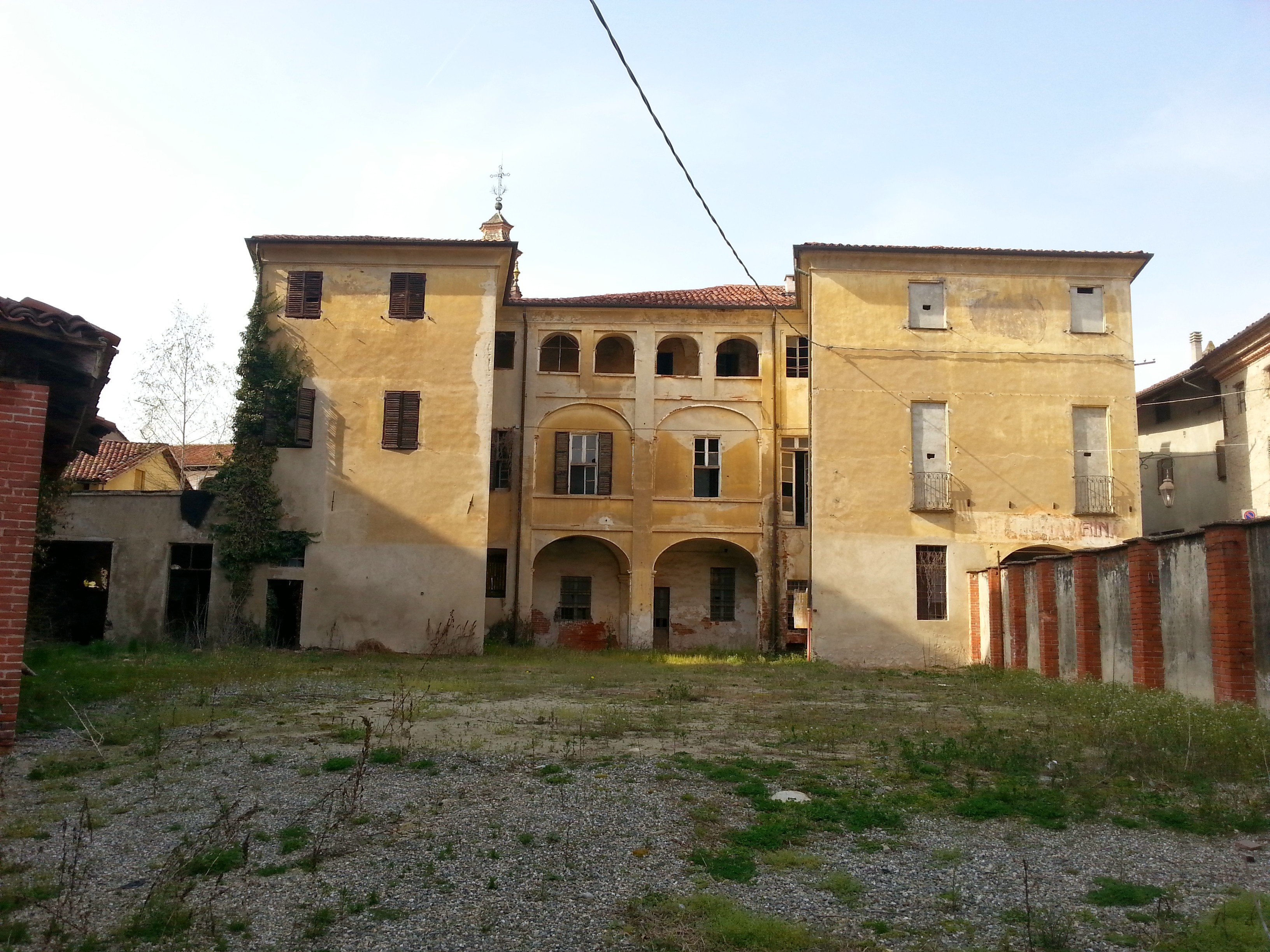
Palazzo dei Conti Bardesono de Pavignano

## Società

### Evoluzione demografica
Abitanti censiti

### Etnie e minoranze straniere
Secondo i dati Istat al 31 dicembre 2017, i cittadini stranieri residenti ad Agliè sono 257, così suddivisi per nazionalità (presenze più significative):
1. Romania, 147
2. Cina, 54
3. Marocco, 24

## Cultura
Annualmente, a inizio luglio, viene organizzato dall'Amministrazione Comunale l'evento "Calici", nell'ambito del Festival della Reciprocità delle Tre Terre Canavesane, che richiama numerosi produttori vitivinicoli del territorio e un importante numero di partecipanti.

## Economia
L'economia del comune si basa sull'agricoltura, con una buona produzione di foraggi, cereali e vino. Già nel Settecento Agliè fu centro industriale di una certa importanza: era infatti sede di un rinomato setificio, che sfruttava un diffuso allevamento di bachi e arrivò a occupare da 2000 a 4000 operai, in prevalenza donne. Tra i suoi dirigenti va menzionato Lorenzo Valerio, collaboratore di Cavour. Dopo l'elezione a deputato, nel 1842, promosse ad Agliè la nascita di uno dei primi asili infantili e di un convitto per le donne del setificio.
Durante la seconda metà dell'Ottocento si sviluppò un'importante industria tessile, prima di proprietà svizzera, poi della Società De Angeli-Frua di Milano, che giunse ad avere più di 1500 dipendenti. Nelle frazioni sorsero aziende minori operanti nei settori meccanico ed elettronico.
Anche la Olivetti vi stabilì un'unità produttiva ad Agliè, dalla quale usciva la celeberrima Lettera 22.

## Amministrazione
Di seguito è presentata una tabella relativa alle amministrazioni che si sono succedute in questo comune.
Antonio Bardesono fu uno dei più bravi sindaci di Agliè e anche uno tra i più giovani. Senza la famiglia Bardesono la storia di Agliè non sarebbe stata la stessa.
| Periodo        | Periodo        | Primo cittadino           | Partito                           | Carica  | Note   |
| -------------- | -------------- | ------------------------- | --------------------------------- | ------- | ------ |
| 14 giugno 1985 | 24 maggio 1990 | Aldo Paglia               | Democrazia Cristiana              | Sindaco | [ 18 ] |
| 24 maggio 1990 | 24 aprile 1995 | Giovanni Rossi            | lista civica                      | Sindaco | [ 18 ] |
| 2 maggio 1995  | 14 giugno 1999 | Walter Acquadro           | -                                 | Sindaco | [ 18 ] |
| 14 giugno 1999 | 14 giugno 2004 | Walter Acquadro           | lista civica                      | Sindaco | [ 18 ] |
| 14 giugno 2004 | 8 giugno 2009  | Giovanni Battista Rossi   | lista civica                      | Sindaco | [ 18 ] |
| 8 giugno 2009  | 26 maggio 2014 | Edi Franca Maria Gianotti | lista civica                      | Sindaco | [ 18 ] |
| 26 maggio 2014 | 27 maggio 2019 | Marco Succio              | lista civica Agliè prima di tutto | Sindaco | [ 18 ] |
| 27 maggio 2019 | in carica      | Marco Succio              | lista civica Agliè prima di tutto | Sindaco | [ 18 ] |

## Sport
La locale squadra di calcio è l'USD Agliè che milita nel campionato di prima categoria. I colori sociali sono bianco-azzurro; la divisa ricorda quella della nazionale argentina.
Il 24 maggio 2014 Agliè è stata sede di partenza della quattordicesima tappa del Giro d'Italia con la tappa Agliè-Oropa vinta da Enrico Battaglin.